# Сиркойнъярви
Си́ркойнъя́рви (фин. Sirkoinjärvi) — озеро на территории Лоймольского сельского поселения Суоярвского района Республики Карелия.

## Общие сведения
Площадь озера — 2,7 км² (вместе с Са́лменъя́рви). Располагается на высоте 96,1 метров над уровнем моря.
Форма обоих озёр лопастная, продолговатая: вытянуты с северо-запада на юго-восток. Берега каменисто-песчаные, возвышенные.
Через озёра протекает река Уксунйоки.
В озёра впадают ручьи, вытекающие из озёр Мустаярви и Валкиаярви.
В обоих озёрах более десятка островов различной площади, однако их количество может варьироваться в зависимости от уровня воды.
С юга от Салменъярви проходит грунтовая (по состоянию на 2020 год) дорога 86К-13 («Суоярви — Койриноя»).
Населённые пункты возле озёр отсутствуют. Ближайший — посёлок Райконкоски — расположен к ЮЮВ от озёр.
Название озера Сиркойнъярви переводится с финского языка как «сверчковое озеро».
Название озера Салменъярви переводится с финского языка как «озеро с заливами».
Код объекта в государственном водном реестре — 01040300211102000013902.